# 兩岸犇報
兩岸犇報（英語：chaiwan ben post），是一家台灣非主流小眾媒體，於2009年4月發行創刊號，以打造兩岸青年交流的平台為目標，增進雙方理解。內容包括兩岸求學就業、文學文藝與左翼思想等。 兩岸犇報為隔週三發行，每期發行數量為一萬五千份。

## 創立背景
2008年，馬英九以九二共識在總統大選中獲得765萬票，以58.5％支持率當選總統，為當時兩岸迎來和平發展的氣氛，然而兩岸官方的良性互動，並未體現在民間社會，尤其是台灣的青年。因此當時夏潮聯合會的志工與青年學生，創辦兩岸犇報，希望為校園青年提供大陸相關資訊，增進兩岸青年相互認識。

## 發行沿革
2009年3月，發行《兩岸犇報》試刊號，4開8版，發行量5000份。
2009年4月1日，《兩岸犇報》正式創刊，為每月發行的月刊，創刊號開始為4開16版，採訂閱與全台置放點索閱，發行量8000份。
2010年8月號，第17期，新增版面為4開24版。
2010年10月號，第19期，除既有訂閱與置放點索閱，兩岸犇報開始與四方報合作，以買四方報送兩岸犇報的方式，在全省OK、萊爾富便利商店上架，發行量增加到20,000份。
2013年10月，第55期，從月刊改版為雙週刊，版面縮減為4開16版，每逢隔週三出刊，同時與四方報的合作結束，發行量為15,000份。
2014年4月，正式成立兩岸犇報文化事業股份有限公司，董事長為發行人陳福裕。
2015年9月，第107期，除訂閱與全台置放點索閱外，增加零售每份20元。
2019年1月，第192期，更換「兩岸犇報」刊頭，並邀請嶺南畫派大師歐豪年提字。
2019年4月，第199期，創刊十年進行頭版改版，刊頭由橫式改為直式。
2020年5月，因受新冠肺炎疫情影響，自第228期開始，暫停紙本發行，專注於網媒發展。

## 爭議事件

### 2009年初發行即遭爭議
2009年3月19日，《成報新聞》報導〈中國日報 兩岸犇報 校園現蹤〉一文，表示兩報內容恐引發爭議，報導中的受訪者有贊同交流開放者，也有反對意識滲透者。 當時三立新聞也大幅報導此事。 

### 2014年PTT爆料爭議
2014年4月7日，有網友在PTT上發表〈師大校園的報紙〉一文，指出兩岸犇報在校園中大剌剌出現，且能在師大宿舍和校園免費取得。並表示「服貿議題通篇抹綠，內容保證紅」。回文大多表示「拿去丟掉」、「拿去回收」、「沒人要看」，但也有人回應「言論自由 自會判斷」。最後發文者回覆表示「言論自由，觀者自有公道。」 此爆料後來也被自由時報報導。

### 2019年粉絲頁「只是堵藍」爆料爭議
臉書粉絲頁「只是堵藍」在臉書上發表由兩岸犇報提供遠東科技大學學生做的的問卷，表示該問卷洗腦，並將兩岸犇報誤認為中國報紙。此臉書貼文後來也被自由時報以〈洗腦？統派問卷入侵校園 網嗆：什麼爛題目？〉一文報導。
民視也進行採訪，表示「中國統戰台灣的手法越來越細膩，由對岸成立的兩岸犇報，竟透過問卷，對台灣學子做民調。」兩岸犇報工作人員在接受採訪時，回應道「哪有什麼洗腦？問題都是開放性，學生也能選擇拒答。問卷也沒有要說服什麼。」

### 2020年粉絲頁「東吳難容社」發文爭議
臉書平台粉絲專頁「東吳難容社」發表《統戰刊物進入東吳校園》貼文，表示在東吳大學 (台灣)校園內發現《兩岸犇報》，並根據報紙內容稱《兩岸犇報》為「中國大外宣」，認為學校為學術研究討論的場域，不應讓有心人士在校園分化台灣。《自由時報》也以獨家〈中共大外宣入侵東吳 高歌抗疫成功惹反感〉報導此事。《兩岸犇報》後來發表評論，表示自身的存在體現台灣社會擁有言論自由與理性對話的空間，並呼籲台灣的言論自由得來不易，認為要慎防回到威權時代的一言堂。

## 兩岸犇報網站內容
- 評論
- 兩岸要聞
- 共同家園
- 當代中國
- 國際瞭望
- 人文社會
- 思想潮流
- 專題報導
- 犇報回顧
- 活動專區

## 資料來源
1. ↑  .   [2020-01-17]. （原始内容存档于2019-05-04）.
2. ↑  . chaiwanbenpost.net.   [2020-01-17]. （原始内容存档于2020-01-27）.
3. ↑  陳, 福裕. . 台北: 海峽學術出版社. 2012: 330. ISBN 978-986-6480-76-8.
4. ↑  . chaiwanbenpost.net.   [2020-01-17].
5. ↑  . chaiwanbenpost.net.   [2020-01-17].
6. ↑  . chaiwanbenpost.net.   [2020-01-17].
7. ↑  . chaiwanbenpost.net.   [2020-01-17].
8. ↑  . chaiwanbenpost.net.   [2020-01-17].
9. ↑  . chaiwanbenpost.net.   [2020-01-17].
10. ↑  . chaiwanbenpost.net.   [2020-01-17].
11. ↑  . calameo.com.   [2020-01-17].
12. ↑  . 自由電子報. 2014-04-07  [2020-01-17]. （原始内容存档于2019-12-30）.
13. ↑  . 自由電子報. 2019-05-06  [2020-01-17]. （原始内容存档于2019-12-30）.
14. ↑  . 民視新聞網.   [2020-01-17].
15. ↑  . 自由時報電子報. 2020-03-25  [2020-03-31] （中文（臺灣））.
16. ↑  . 兩岸犇報.   [2020-03-31].

## 外部連結
- 兩岸犇報（页面存档备份，存于）
- 兩岸犇報的Facebook專頁（页面存档备份，存于）
- 兩岸犇報的IG